# Amesemi
Amesemi ist eine nubische Göttin. Dargestellt wurde Amesemi als Frau, die als ikonographisches Kennzeichen eine eng anliegende Kappe und einen oder auch zwei mit Sonnenscheibe gekrönte Falken auf dem Kopf trägt. Sie ist die Begleiterin des Löwengottes Apedemak.
Auf der Seitenwand des Löwentempels in Naqa ist sie zusammen mit Isis, Mut, Hathor und Satet dargestellt. Im Vergleich zu den Göttinnen altägyptischer Herkunft ist sie deutlich korpulenter dargestellt, was typisch für die Darstellung von Frauen im Reich von Meroe ist.
Stelen, die man 1998 im Amuntempel von Naqa gefunden hat, zeigen sie zusammen mit Amanishakheto. Erst durch die Beischrift auf einer der Stelen erfuhr man den Namen dieser Göttin, die von Abbildungen schon länger bekannt war.

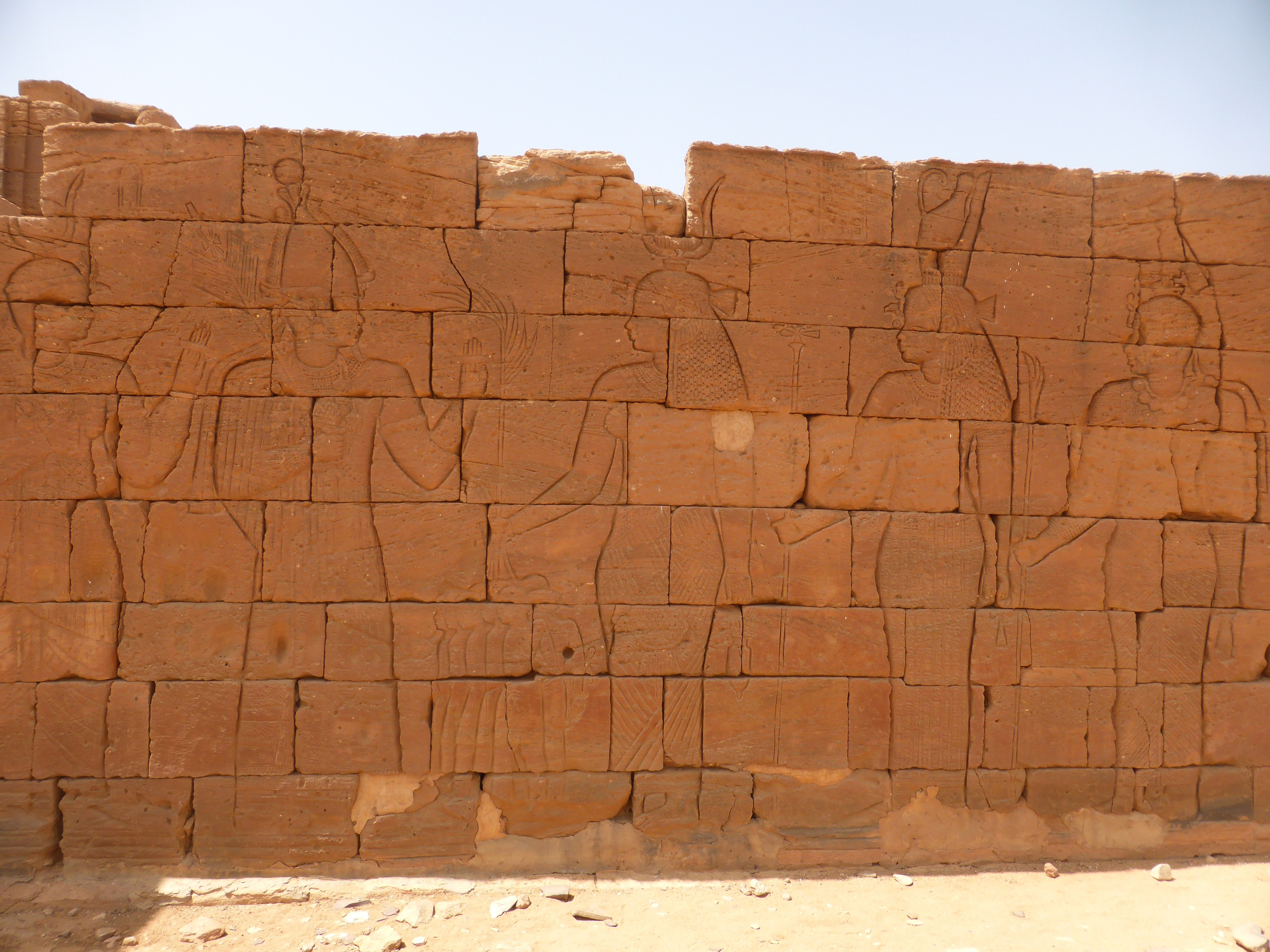
Löwentempel von Naqa: Amesemi (ganz rechts) mit sonnenscheibengekröntem Falken auf dem Kopf
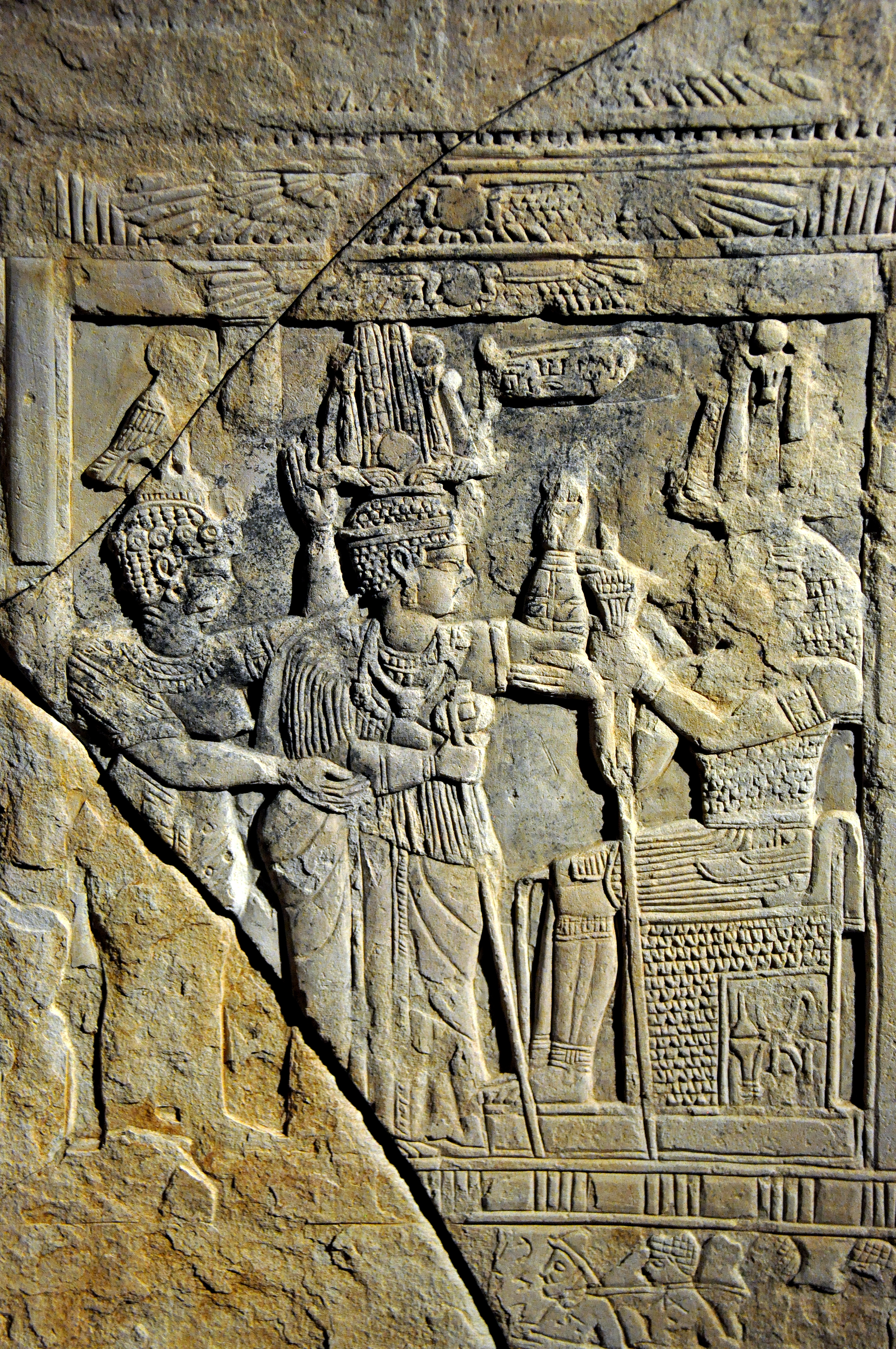
Stele mit Amesemi, Amanishakheto und Apedemak (von links nach rechts)